# Krajanka (województwo łódzkie)
Krajanka – wieś w Polsce, położona w województwie łódzkim, w powiecie wieruszowskim, w gminie Czastary.

## Bój pod Krajanką
1 września 1939 roku Sieradzka Brygada Obrony Narodowej stoczyła w rejonie Krajanki, Nalepy i Parcic bitwę z żołnierzami pułku 1 Dywizji Pancernej SS „Leibstandarte SS Adolf Hitler”. W jej wyniku zginęło 6 polskich żołnierzy, a 10 zostało rannych. Bitwę upamiętnia pomnik ustawiony przy drodze między Krajanką, a Nalepą. 
| SIMC    | Nazwa   | Rodzaj    |
| ------- | ------- | --------- |
| 1041716 | Olendry | część wsi |

W latach 1975–1998 miejscowość położona była w województwie kaliskim.

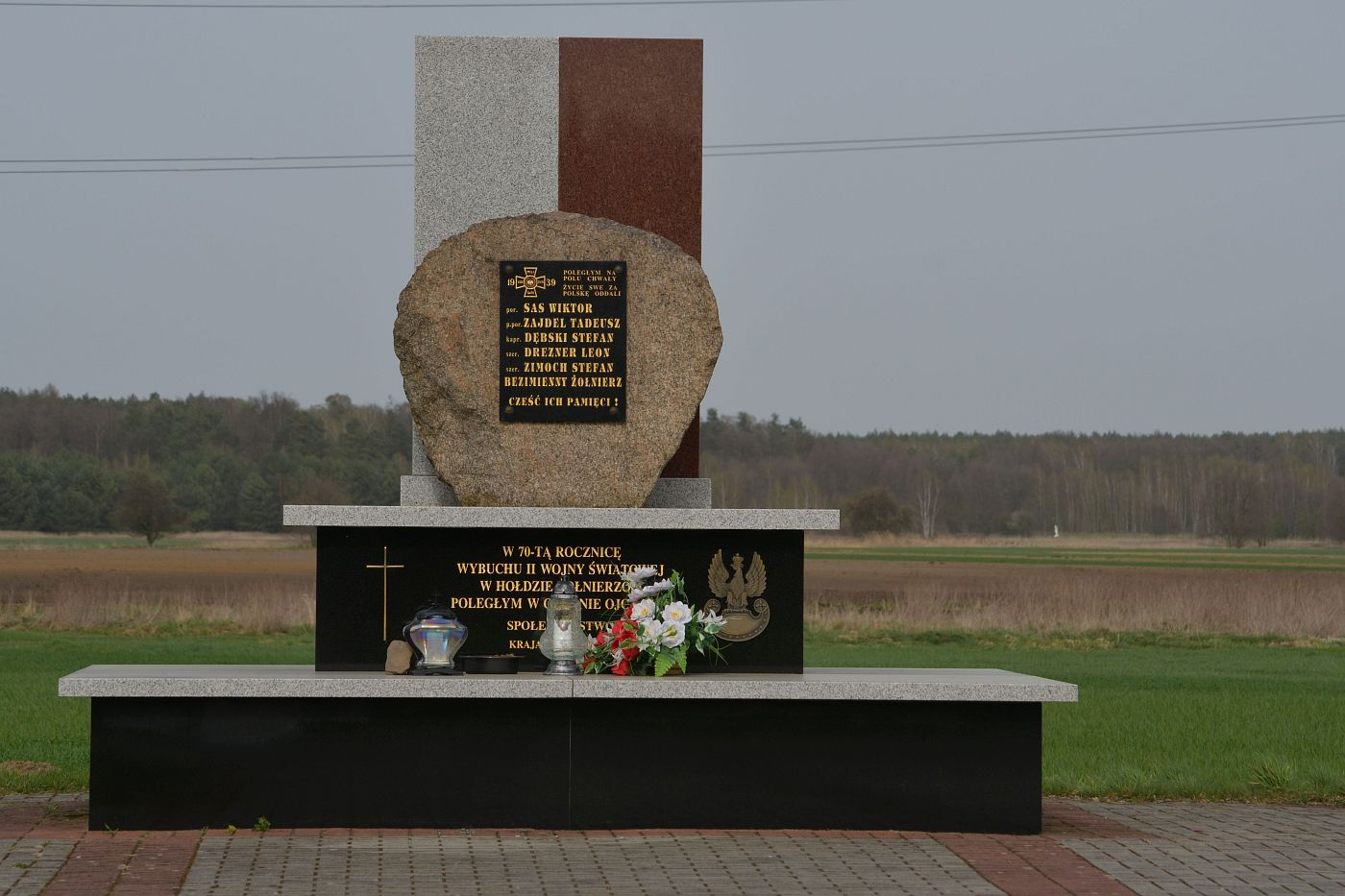
Pomnik upamiętniający sześciu polskich żołnierzy poległych pod Krajanką w 1939 roku

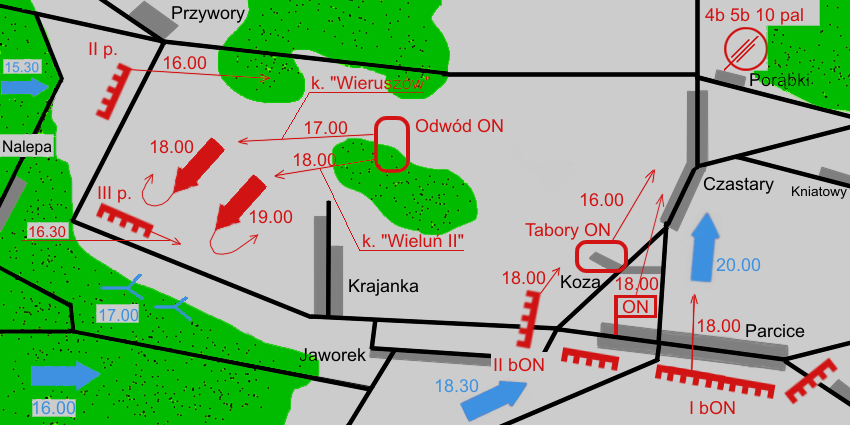
Plan boju pod Krajanką 1 września 1939 roku